# Communauté de communes de la Région d’Orgelet
Die Communauté de communes de la Région d’Orgelet ist ein ehemaliger französischer Gemeindeverband mit der Rechtsform einer Communauté de communes im Département Jura in der Region Bourgogne-Franche-Comté. Sie wurde am 17. November 2001 gegründet und umfasste 25 Gemeinden. Der Verwaltungssitz befand sich im Ort Orgelet.

## Historische Entwicklung
Der Gemeindeverband fusionierte mit Wirkung zum 31. Dezember 2019 mit seinen Nachbarverbänden:
- Communauté de communes Jura Sud
- Communauté de communes Petite Montagne
- Communauté de communes du Pays des Lacs

zum neuen Gemeindeverband Terre d’Émeraude Communauté.

## Ehemalige Mitgliedsgemeinden
1. Alièze
2. Beffia
3. Chambéria
4. Chavéria
5. Courbette
6. Cressia
7. Dompierre-sur-Mont
8. Écrille
9. La Chailleuse
10. La Tour-du-Meix
11. Marnézia
12. Mérona
13. Moutonne
14. Nancuise
15. Nogna
16. Onoz
17. Orgelet
18. Pimorin
19. Plaisia
20. Poids-de-Fiole
21. Présilly
22. Reithouse
23. Rothonay
24. Saint-Maur
25. Sarrogna